# 大嘘
大嘘（おおうそ、9月18日 - ）は日本の漫画家、イラストレーター。

## 来歴
2010年代前半から同人サークル「嘘つき屋」での活動を経て茜新社『Girls forM』や『永遠娘』、文苑堂『COMIC BAVEL』を中心に成人向け漫画作品を描いており、特に足や靴下に焦点を当てたフェティシズムに訴えかける描写が特徴とされる。
2018年にTwitterで公開したイラスト「会社に行きたくないOLちゃん」が大きな反響を呼んで連作シリーズ化され、2021年にはヴィレッジヴァンガード限定でコラボレーション商品が発売された。また、同年には『COMIC BAVEL』連載の『オナホ教室 〜女子全員妊娠計画〜』がピンクパイナップルからOVA化されている。

## 作品
未単行本化および同人作品については割愛。

### 漫画
茜新社
- アシコキズム（2015年）
- Pet or Slave!!（2017年）
- JK・REFLE（2020年）
- 年上の少女はお好きですか?（2021年）

文苑堂
- にーはいせっくす（2016年）
- あしアソビ（2017年）
- オナホ教室 〜女子全員妊娠計画〜（2020年）
- オナホ教室 -新学期- 女生徒妊娠仕置計画（2022年）
- オナホ教室 -DROPOUT-（2024年）

KADOKAWA / アスキー・メディアワークス
- 通勤道中であの娘がぱんつを見せてくる本（2023年）[6]

### キャラクターデザイン
- 魔法少女大戦（越後いちこ）
- オトギフロンティア（シンデレラ）
- アズールレーン（コンコード）[7]